# Reinhard David Flender
Reinhard David Flender' (né le 20 août 1953 à Bergneustadt) est un compositeur allemand et un chercheur en musicologie. Il a fondé  et dirige l'Institut de recherche sur l'innovation culturelle à l'Université de musique et de théâtre de Hambourg.  Depuis 2015, il est également devenu directeur de l'Institut pour la gestion de la culture et des médias à l'Université de musique et de théâtre de Hambourg.

## Discographie
- Aurora pour quintette à vent, quatuor à cordes, piano, harpe et contrebasse ; Threnos IV pour ensemble avec 2 pianos et percussion ; Pirkei Tehillim pour soprano et piano ; Memorare pour contrebasse et piano - (1997, Col legno WWE 1CD 20007) (BNF 38544320)